# Per-Inge Walfridson
Per-Inge "Pi" Walfridson, född 1 september 1950 i Torsby, är en rally- och rallycrossförare som var aktiv från slutet på 1960-talet till början på 1980-talet.
Per-Inge Walfridson är far till Pernilla Solberg, svärfar till Petter Solberg, morfar till Oliver Solberg och vidare äldre bror till Lars Erik Walfridson och Stig-Olov Walfridson.

## Meriter
1969
- 7:a Arvikanatta

1970:
- 5:a Jemtrallyt

1971:
- 1:a Norska Höstrallyt
- 3:a Sörlandsrallyt
- 7:a Cedarrallyt
- 4:a SM
- 11:a KAK-rallyt
- 2:a Bergslagsrallyt
- 4:a i Rally Bore
- 3:a i Smålandsrallyt

1972
- 2:a Welsh Rally
- 10:a RAC-rallyt
- 2:a SM i Rally
- 2:a Rallycross Arvika

1973
- 2:a Welsh Rally
- 4:a RAC-rallyt

1974
- 3:a i Rally-SM:s specialklass

1975 
- 1:a Star Roof of Africa (även extrapris för tävlingens bästa insats)

1976
- 3:a SM Rally Standart B
- 6:a Southern Crossrallyt (Australien)

1977
- 1:a SM i Rallycross
- 3:a SM Rally Standard B

1978
- 2:a SM i Rallycross
- 8:a EM i Rallycross

1979 
- 1:a SM i Rallycross
- 4:a EM i Rallycross
- 1:a NM i Rallycross

1980 
- 1:a EM i Rallycross

1981
- 3:a EM i Rallycross